# 가는관코박쥐
가는관코박쥐(Murina gracilis)는 애기박쥐과에 속하는 박쥐의 일종이다. 대만에서만 발견된다.